# Герб Олешкова
Герб Олешкова — офіційний символ села Олешків, Коломийського району Івано-Франківської області, затверджений 27 січня 2023 р. рішенням сесії Заболотівської селищної ради.
Автори — А. Гречило та В. Косован.

## Опис герба
У синьому полі золотий храм-ротонда, вгорі — відділена зубчасто срібна вузька глава.

## Значення символів
Сліди храму-ротонди були виявлені на території села. Цей символ вказує на давнє городище, а зубчасте ділення означає існування тут у ХІІ ст. укріпленого поселення.